# 弗拉基米尔·沃隆佐夫
弗拉基米尔·瓦西里耶维奇·沃隆佐夫（俄语：Влади́мир Васи́льевич Воронцо́в，1906年7月10日—1980年6月4日），是苏联文学评论家，“灰衣主教”米哈伊尔·安德列耶维奇·苏斯洛夫的助手、亲戚。